# Kafé

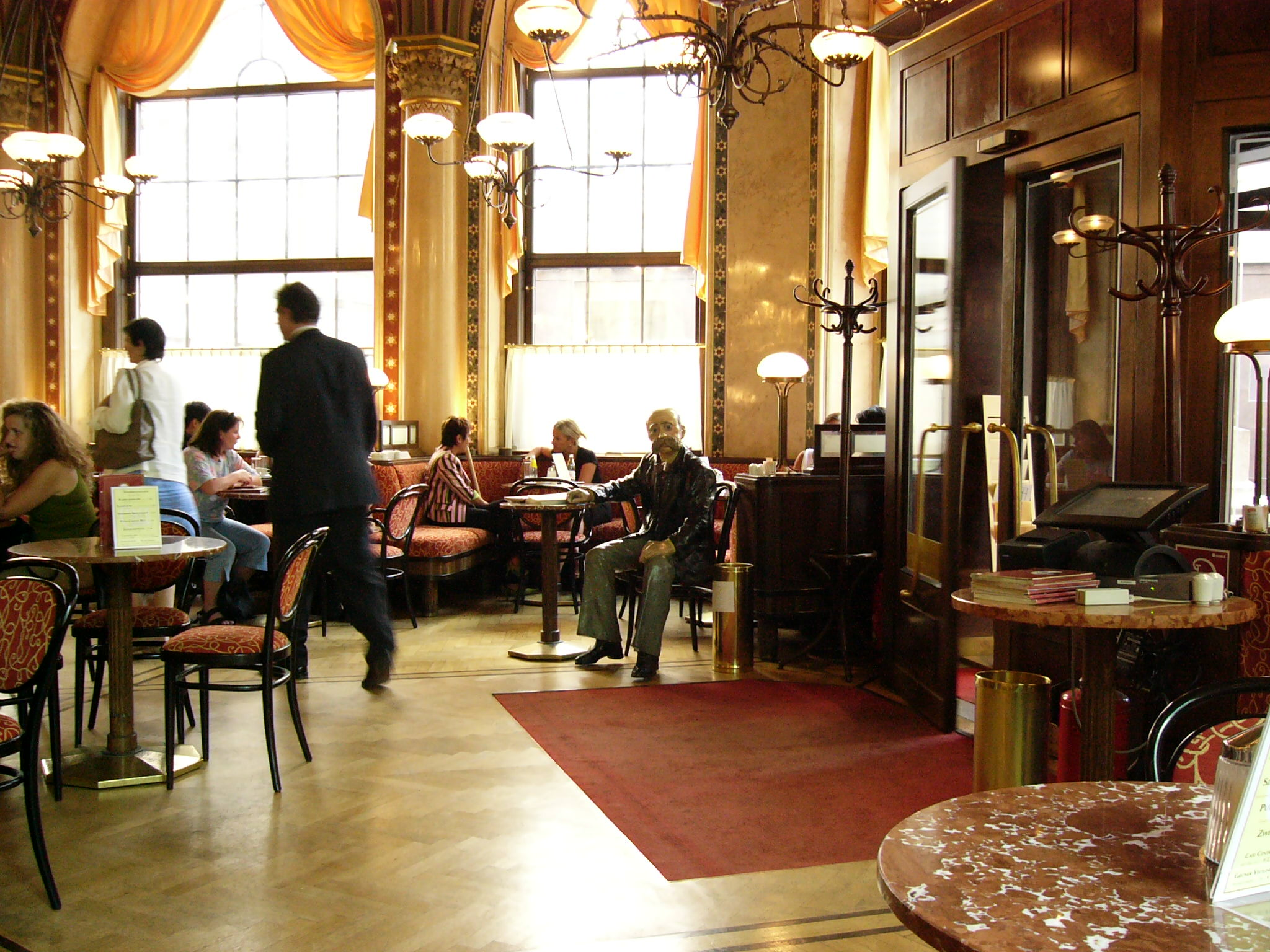
Café Central i Wien.

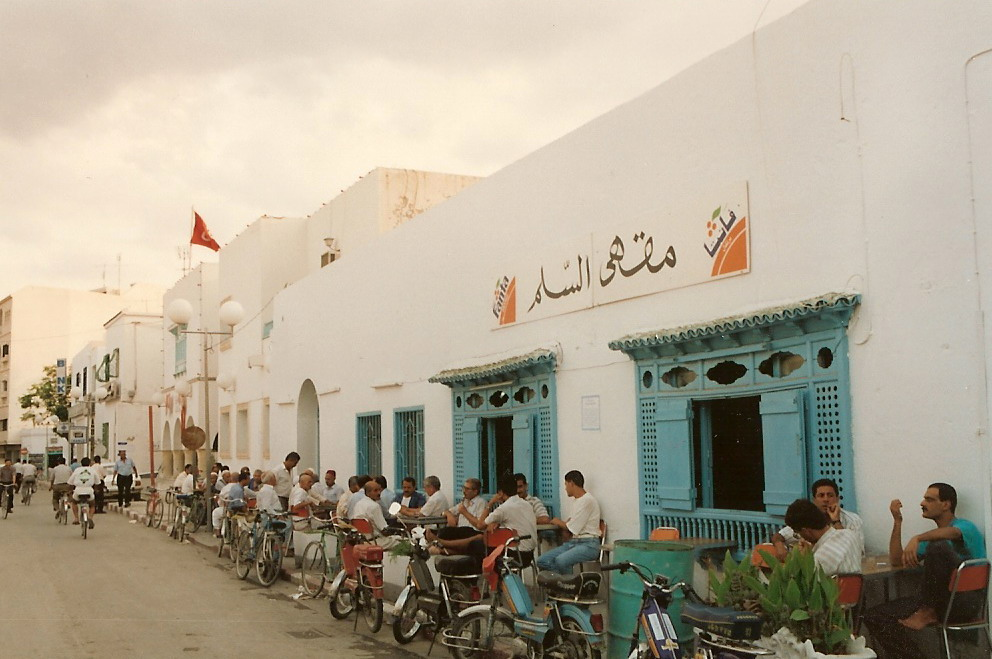
Kafé i Kairouan.

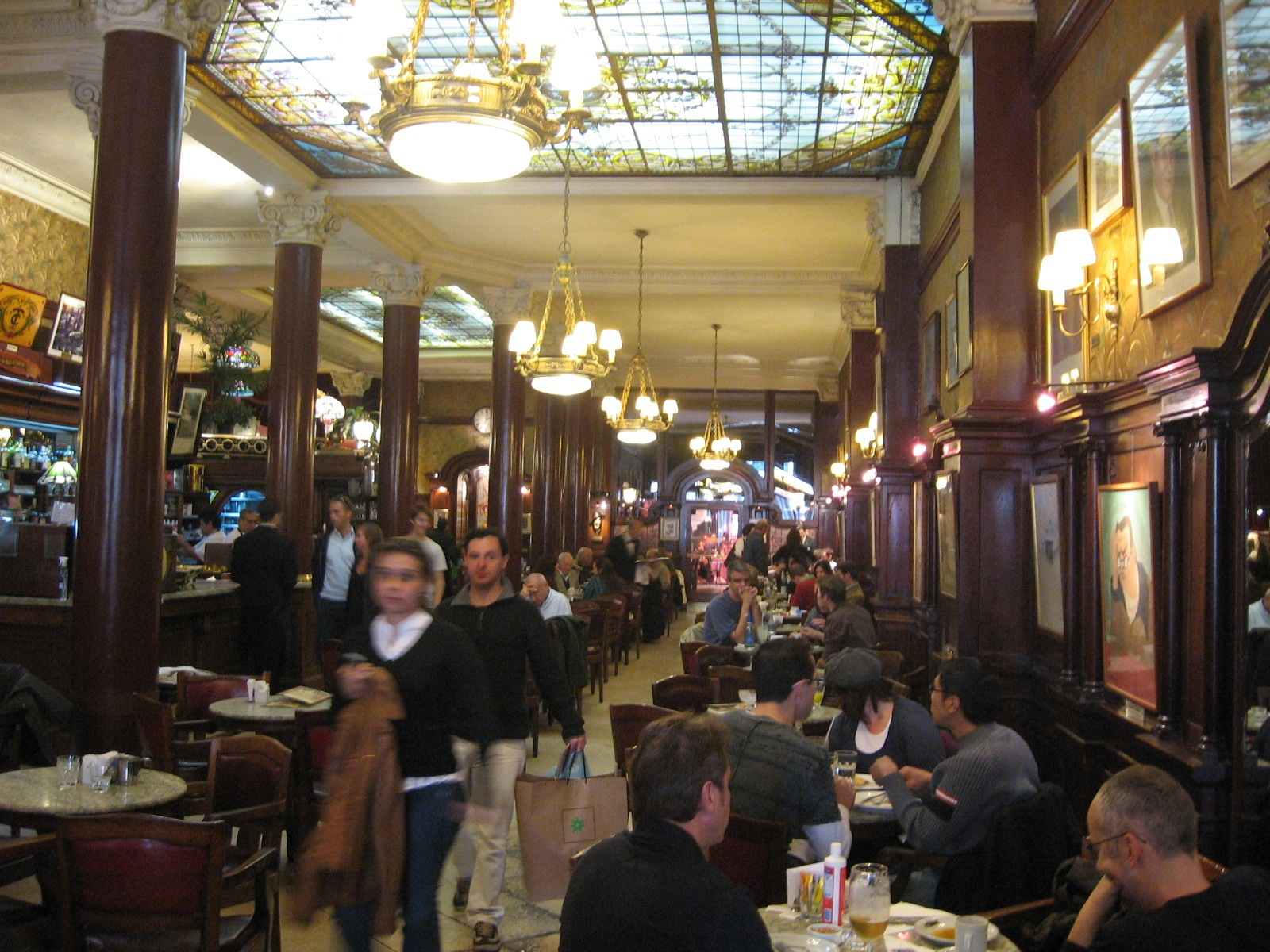
Café Tortoni i Buenos Aires.

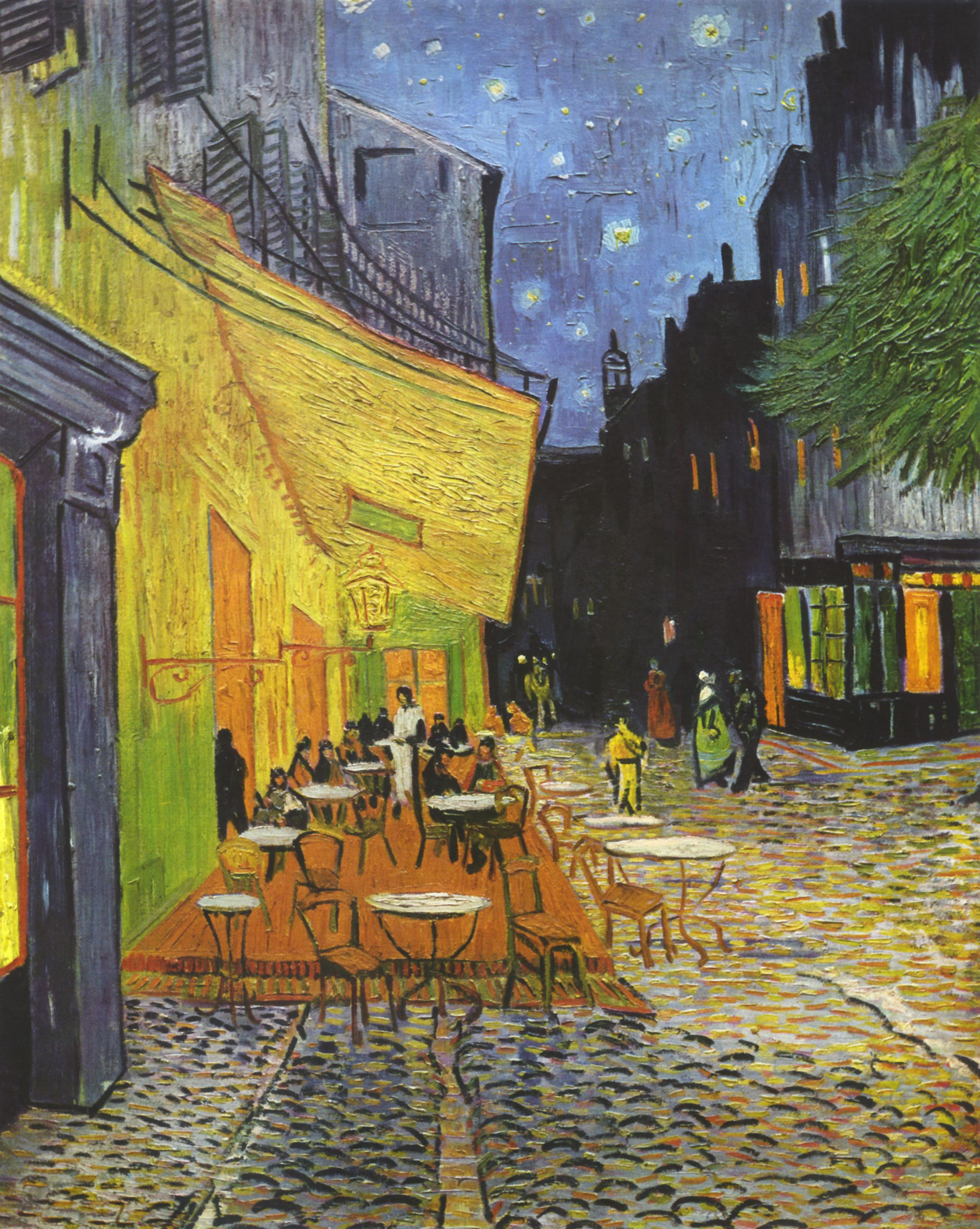
Vincent van Gogh, 1888

Ett kafé, café eller fik är en inrättning som serverar kaffe (och ofta andra drycker) med kaffebröd eller annan lättare förtäring. Ibland är detta kombinerat med egen tillverkning, ett så kallat konditori, som bakar kaffebrödet på kaféet och normalt även har annan försäljning.

## Historik
Den tidigaste uppgift man har vad avser ett kaffehus är det i Mekka i slutet av 1400-talet.[källa behövs] Man vet också att två kaffehus öppnade i Konstantinopel år 1554. I Persien öppnades de första kaféerna under Shah Tahmasp I:s långa styre (1514–1576). En viktig förklaring till kaféernas spridning i Mellanöstern var att de rivaliserande osmanska och safavidiska stormakterna höll handelsvägarna säkra och uppmuntrade handelsutbyte med exotiska varor och kryddor.
Den franske resenären Jean Chardin som besökte Persien på i slutet av 1600-talet ger en levande skildring av kaféer (qahvekhâne) i städerna Isfahan och Tabriz. Han skriver att kaféerna från början främst besöktes av överklassen men att de efter hand fick en mer folklig prägel. På kaféet tillbringade välbärgade män i städerna fritiden och man hängav sig både åt allvarliga diskussioner om politik och åt lättsamma spel, som backgammon och schack. Vandrande dervischer höll predikningar och sagoberättare och diktare högläste ur de persiska eposen.
Köpmän förde med sig kaffet till västvärlden, och år 1647 finns de första noteringarna om att det finns kaffehus i Venedig. 1650 rapporteras om ett kafé i Oxford, 1677 i Hamburg och 1685 i Wien. 
Café Procope i Paris (1686), Zum Arabischen Coffe Baum i Leipzig (1711) och Café Florian i Venedig (1720) är bland Europas äldsta kaféer som ännu är i drift. 
I Sverige var Stockholm först med kaffehus på tidigt 1700-tal.[källa behövs]. Sundbergs konditori i Stockholm grundades 1785 och har funnits i samma lokaler sedan 1793. Några svenska kaféer som fyllt hundra är Broqvist Konditori i Växjö (1876),  Café Ofvandahls i Uppsala (1878) och Junggrens Café i Göteborg (1895). Vad vi idag kallar konditorier, tog fart med de så kallade schweizerierna i början av 1800-talet.